# Целинный район (Казахская ССР)
Цели́нный райо́н — административная единица на севере Казахстана в составе Северо-Казахстанской области Казахской ССР, существовавшая в 1980—1988 годах.

## История
Целинный район с административным центром в селе Аксуат был образован в составе Северо-Казахстанской области Казахской ССР согласно Указу Президиума Верховного Совета Казахской ССР от 17 октября 1980 года. Располагался в юго-западной части Северо-Казахстанской области.
9 июля 1988 года Указом Президиума Верховного Совета Казахской ССР Целинный район упразднён, его территория вошла в состав Сергеевского  и Тимирязевского районов.